# Azurina
Azurina – rodzaj morskich ryb okoniokształtnych z rodziny garbikowatych.

## Klasyfikacja
Gatunki zaliczane do tego rodzaju:
- Azurina eupalama
- Azurina hirundo